# اعداد اول بزرگ
به عدد صحیح بزرگتر از یک عدد اول گفته می‌شود اگر تنها مقسوم علیه (فاکتور) آن یک و خود آن عدد باشد. برای مثال مقسوم علیه‌های اول عدد ۱۰ اعداد ۲ و ۵ هستند. و شش عدد اول نخست ۲، ۳، ۵، ۷، ۱۱و ۱۳ هستند.
قضیه اساسی حساب (Fundamantal Theorem of Arithmethic) نشان می‌دهد که اعداد اول قالب‌هایی منحصربه‌فرد برای اعداد صحیح مثبت ایجاد می‌کنند: هر عدد صحیح مثبت از حاصل ضرب یک سری و فقط از اعداد اول ایجاد می‌شود (ترتیب مقسوم علیه‌ها را در نظر نمی‌گیریم.) این کلید نشان دهنده آن است که مقسوم علیه‌های اول هر عدد می‌توانند نماینده آن عدد باشند.
یونانیان باستان در قرن ۳ قبل از میلاد ثابت کردند که بینهایت عدد اول وجود دارد که به صورت نامنظم در بین اعداد صحیح پخش شده‌اند. از طرفی در قرن نوزدهم نشان داده شد که تعداد اعداد اول کمتر یا مساوی عدد n به عدد n/logn میل می‌کند (وقتی n بسیار بزرگ شود). پس {\displaystyle {\frac {n}{\log n}}} حدس خوبی برای {\displaystyle n} امین عدد اول است.
غربال اراتوستن(Sieve of Eratosthenes) هنوز هم مناسب‌ترین راه برای یافتن اعداد اول کوچک(مثلاً کمتر از ۱۰۰۰۰۰) است.گرچه بیشتر اعداد اول بزرگ با قسمت‌های خاصی از قضیه لاگرانژ(Lagrange's Theorem) یافت می‌شوند.
در سال ۱۹۸۴ ساموئل یتس (Samuel Yates) عدد اول غول پیکری تعریف کرد که حداقل ۱۰۰۰ رقم دارد. وقتی او این معرفی کرد تنها ۱۱۰ عدد اول از این گونه وجود داشت اما اکنون ۱۰۰۰ برابر این رقم از این گونه اعداد اول وجود دارد. با توجه تلاش رایانه‌ها برای یافتن اعداد اول بزرگتر این رقم مطمئناً افزایش خواهد یافت. ما در انتظار دیدن نخستین عدد اول ده میلیون رقمی هستیم.
سختی در تشخیص اعداد اول و مرکب از هم و بدست آوردن فاکتورهای اول اعداد مرکب، این کار را یکی از مهم‌ترین و کاربردی‌ترین فعالیت‌ها در ریاضیات کرده‌است.

## ده عدد اول بزرگ یافت شده
بزرگترین اعداد اول معمولاً از اعداد مرسن (Mersenne prime) بوده‌اند. چرا مرسن؟ زیرا روشی که اول بودن عدد بزرگ {\displaystyle N}  در آن بررسی می‌شود به فاکتورگیری از {\displaystyle N+1}  و {\displaystyle N-1}  بستگی دارد و برای اعداد مرسن فاکتورگیری از {\displaystyle N+1}  کار ساده‌ای است زیرا این عدد توانی از ۲ است.
جستجوی اینترنتی بزرگ اعداد اول مرسن Great Internet Mersenne Prime Search -GIMPS در سال ۱۹۹۶ توسط جرج ولتمن(George Woltman) آغاز به کار کرد و تا به حال موفقیت بزرگی در یافتن اعداد اول بزرگ کسب کرده‌است و این به خاطر اینست که نرم‌افزار مجانی و عالی آن راحت نصب و نگهداری می‌شود و کاربران مجبور نیستند که منتظر بمانند تا عدد بزرگ بعدی پیدا شود.
ده‌ها هزار نفر از کاربران به‌جای استفاده از اسکرین سیور (screen saver)های موجود از این روش مؤثرتر برای استفاده از زمانی که سیستم آن‌ها فعالیت کمی دارد استفاده می‌کنند. (به امید اینکه جایزه نقدی EFF را هم ببرند.)
آنچه در زیر می‌بینید حاصل تلاش برنامه نویسان و مدیران پروژه( GIMPS , Seventeen or Bust , …) و ده‌ها هزار کاربر مشتاق است.
| ردیف | عدد اول     | تعداد ارقام | تاریخ کشف |
| ---- | ----------- | ----------- | --------- |
| ۱    | ۲۵۷۸۸۵۱۶۱-۱ | ۱۷۴۲۵۱۷۰    | ۲۰۱۳      |
| ۲    | ۲۴۳۱۱۲۶۰۹-۱ | ۱۲۹۷۸۱۸۹    | ۲۰۰۸      |
| ۳    | ۲۴۲۶۴۳۸۰۱-۱ | ۱۲۸۳۷۰۶۴    | ۲۰۰۹      |
| ۴    | ۲۳۷۱۵۶۶۶۷-۱ | ۱۱۱۸۵۲۷۲    | ۲۰۰۸      |
| ۵    | ۲۳۲۵۸۲۶۵۷-۱ | ۹۸۰۸۳۵۸     | ۲۰۰۶      |
| ۶    | ۲۳۰۴۰۲۴۵۷-۱ | ۹۱۵۲۰۵۲     | ۲۰۰۵      |
| ۷    | ۲۲۵۹۶۴۹۵۱-۱ | ۷۸۱۶۲۳۰     | ۲۰۰۵      |
| ۸    | ۲۲۴۰۳۶۵۸۳-۱ | ۷۲۳۵۷۳۳     | ۲۰۰۴      |
| ۹    | ۲۲۰۹۹۶۰۱۱-۱ | ۶۳۲۰۴۳۰     | ۲۰۰۳      |
| ۱۰   | ۲۱۳۴۶۶۹۱۷-۱ | ۴۰۵۳۹۴۶     | ۲۰۰۱      |

## ده عدد اول دوقلوی نخست شناخته شده
اعداد اول دو قلو (Twin primes) اعداد اول به فرم {\displaystyle p}  و {\displaystyle p+2}  هستند یعنی تفاضل آن‌ها ۲ است. حدسی وجود دارد که بی‌نهایت عدد اول دو قلو وجود دارد، اما تا به حال اثبات نشده. چون یافتن اعداد اول دوقلو در اصل پیدا کردن دو عدد اول است، بزرگترین اعداد اول دوقلوی شناخته شده نسبت به بزرگترین اعداد اول شناخته شده از گونه‌های دیگر کوچکتر است.
| ردیف | عدد اول                   | تعداد ارقام | تاریخ کشف |
| ---- | ------------------------- | ----------- | --------- |
| ۱    | ۲۰۰۳۶۶۳۶۱۳٬۲۱۹۵۰۰۰+۱      | ۵۸۷۱۱       | ۲۰۰۷      |
| ۲    | ۲۰۰۳۶۶۳۶۱۳٬۲۱۹۵۰۰۰-۱      | ۵۸۷۱۱       | ۲۰۰۷      |
| ۳    | ۱۹۴۷۷۲۱۰۶۰۷۴۳۱۵٬۲۱۷۱۹۶۰+۱ | ۵۱۷۸۰       | ۲۰۰۷      |
| ۴    | ۱۹۴۷۷۲۱۰۶۰۷۴۳۱۵٬۲۱۷۱۹۶۰-۱ | ۵۱۷۸۰       | ۲۰۰۷      |
| ۵    | ۱۰۰۳۱۴۵۱۲۵۴۴۰۱۵٬۲۱۷۱۹۶۰+۱ | ۵۱۷۸۰       | ۲۰۰۶      |
| ۶    | ۱۰۰۳۱۴۵۱۲۵۴۴۰۱۵٬۲۱۷۱۹۶۰-۱ | ۵۱۷۸۰       | ۲۰۰۶      |
| ۷    | ۱۶۸۶۹۹۸۷۳۳۹۹۷۵٬۲۱۷۱۹۶۰+۱  | ۵۱۷۸۰       | ۲۰۰۵      |
| ۸    | ۱۶۸۶۹۹۸۷۳۳۹۹۷۵٬۲۱۷۱۹۶۰-۱  | ۵۱۷۷۹       | ۲۰۰۵      |
| ۹    | ۳۳۲۱۸۹۲۵٬۲۱۶۹۶۹۰+۱        | ۵۱۰۹۰       | ۲۰۰۲      |
| ۱۰   | ۳۳۲۱۸۹۲۵٬۲۱۶۹۶۹۰-۱        | ۵۱۰۹۰       | ۲۰۰۲      |

## ده عدد اول مرسن نخست شناخته شده
اعداد اول مرسن به شکل ۲p-۱ هستند. آن‌ها ساده‌ترین اعداد برای بررسی اول بودن آن‌ها در رایانه‌های دودویی هستند و در نتیجه معمولاً بزرگترین اعداد اول شناخته شده از این نوع هستند.  GIMPS  دائماً در حال کشف این هیولاهاست.
| ردیف | عدد اول     | تعداد ارقام | تاریخ کشف |
| ---- | ----------- | ----------- | --------- |
| ۱    | ۲۳۲۵۸۲۶۵۷-۱ | ۹۸۰۸۳۵۸     | ۲۰۰۶      |
| ۲    | ۲۳۰۴۰۲۴۵۷-۱ | ۹۱۵۲۰۵۲     | ۲۰۰۵      |
| ۳    | ۲۲۵۹۶۴۹۵۱-۱ | ۷۸۱۶۲۳۰     | ۲۰۰۵      |
| ۴    | ۲۲۴۰۳۶۵۸۳-۱ | ۷۲۳۵۷۳۳     | ۲۰۰۴      |
| ۵    | ۲۲۰۹۹۶۰۱۱-۱ | ۶۳۲۰۴۳۰     | ۲۰۰۳      |
| ۶    | ۲۱۳۴۶۶۹۱۷-۱ | ۴۰۵۳۹۴۶     | ۲۰۰۱      |
| ۷    | ۲۶۹۷۲۵۹۳-۱  | ۲۰۹۸۹۶۰     | ۱۹۹۹      |
| ۸    | ۲۳۰۲۱۳۷۷-۱  | ۹۰۹۵۲۶      | ۱۹۹۸      |
| ۹    | ۲۲۹۷۶۲۲۱-۱  | ۸۹۵۹۳۲      | ۱۹۹۷      |
| ۱۰   | ۲۱۳۹۸۲۶۹-۱  | ۴۲۰۹۲۱      | ۱۹۹۶      |

## ده عدد اول سوفی جرمین شناخته شده
عدد اول سوفی جرمین (Sophie Germain Primes) عدد اول فرد pای است که۲p+۱ هم اول باشد. این نام گذاری از اسم خانم سوفی جرمین است که قسمت اول آخرین قضیه فرما (Fermat's Last Theorem) ({\displaystyle x^{n}+y^{n}=z^{n}}  هیچ جواب ناصفری برای اعداد صحیح بزرگ‌تر از ۲ ندارد) را برای توانهای تقسیم پذیر بر این گونه اعداد اول اثبات کرد.
آخرین قضیه فرما پس از او توسط اندرو ویلز (Andrew Wiles) به‌طور کامل اثبات شد.
| ردیف | عدد اول                   | تعداد ارقام | تاریخ کشف |
| ---- | ------------------------- | ----------- | --------- |
| ۱    | ۴۸۰۴۷۳۰۵۷۲۵٬۲۱۷۲۴۰۳-۱     | ۵۱۹۱۰       | ۲۰۰۷      |
| ۲    | ۱۳۷۲۱۱۹۴۱۲۹۲۱۹۵٬۲۱۷۱۹۶۰-۱ | ۵۱۷۸۰       | ۲۰۰۶      |
| ۳    | ۷۰۶۸۵۵۵٬۲۱۲۱۳۰۱-۱         | ۳۶۵۲۳       | ۲۰۰۵      |
| ۴    | ۲۵۴۰۰۴۱۱۸۵٬۲۱۱۴۷۲۹-۱      | ۳۴۵۴۷       | ۲۰۰۳      |
| ۵    | ۱۱۲۴۰۴۴۲۹۲۳۲۵٬۲۱۰۷۹۹۹-۱   | ۳۲۵۲۳       | ۲۰۰۶      |
| ۶    | ۱۱۲۸۸۶۰۳۲۲۴۵٬۲۱۰۸۰۰۰-۱    | ۳۲۵۲۳       | ۲۰۰۶      |
| ۷    | ۱۸۹۱۲۸۷۹٬۲۹۸۳۹۵-۱         | ۲۹۶۲۸       | ۲۰۰۲      |
| ۸    | ۱۰۴۹۵۷۴۰۰۸۱٬۲۸۳۱۲۵-۱      | ۲۵۰۳۴       | ۲۰۰۶      |
| ۹    | ۶۱۰۷۸۱۵۵٬۲۸۲۰۰۲-۱         | ۲۴۶۹۳       | ۲۰۰۶      |
| ۱۰   | ۱۲۱۳۸۲۲۳۸۹٬۲۸۱۱۳۱-۱       | ۲۴۴۳۲       | ۲۰۰۲      |

## ده عدد فاکتوریل نخست شناخته شده
اعداد اول به فرم n!±۱ را اعداد اول فاکتوریل (factorial primes) گویند. 
| ردیف | n     | تعداد ارقام | تاریخ کشف |
| ---- | ----- | ----------- | --------- |
| ۱    | ۳۴۷۹۰ | ۱۴۲۸۹۱      | ۲۰۰۲      |
| ۲    | ۲۶۹۵۱ | ۱۰۷۷۰۷      | ۲۰۰۲      |
| ۳    | ۲۱۴۸۰ | ۸۳۷۲۷       | ۲۰۰۱      |
| ۴    | ۶۹۱۷  | ۲۳۵۶۰       | ۱۹۹۸      |
| ۵    | ۶۳۸۰  | ۲۱۵۰۷       | ۱۹۹۸      |
| ۶    | ۳۶۱۰  | ۱۱۲۷۷       | ۱۹۹۳      |
| ۷    | ۳۵۰۷  | ۱۰۹۱۲       | ۱۹۹۲      |
| ۸    | ۱۹۶۳  | ۵۶۱۴        | ۱۹۹۲      |
| ۹    | ۱۴۷۷  | ۴۰۴۲        | ۱۹۸۴      |
| ۱۰   | ۹۷۴   | ۲۴۹۰        | ۱۹۹۲      |